# Aiways U5

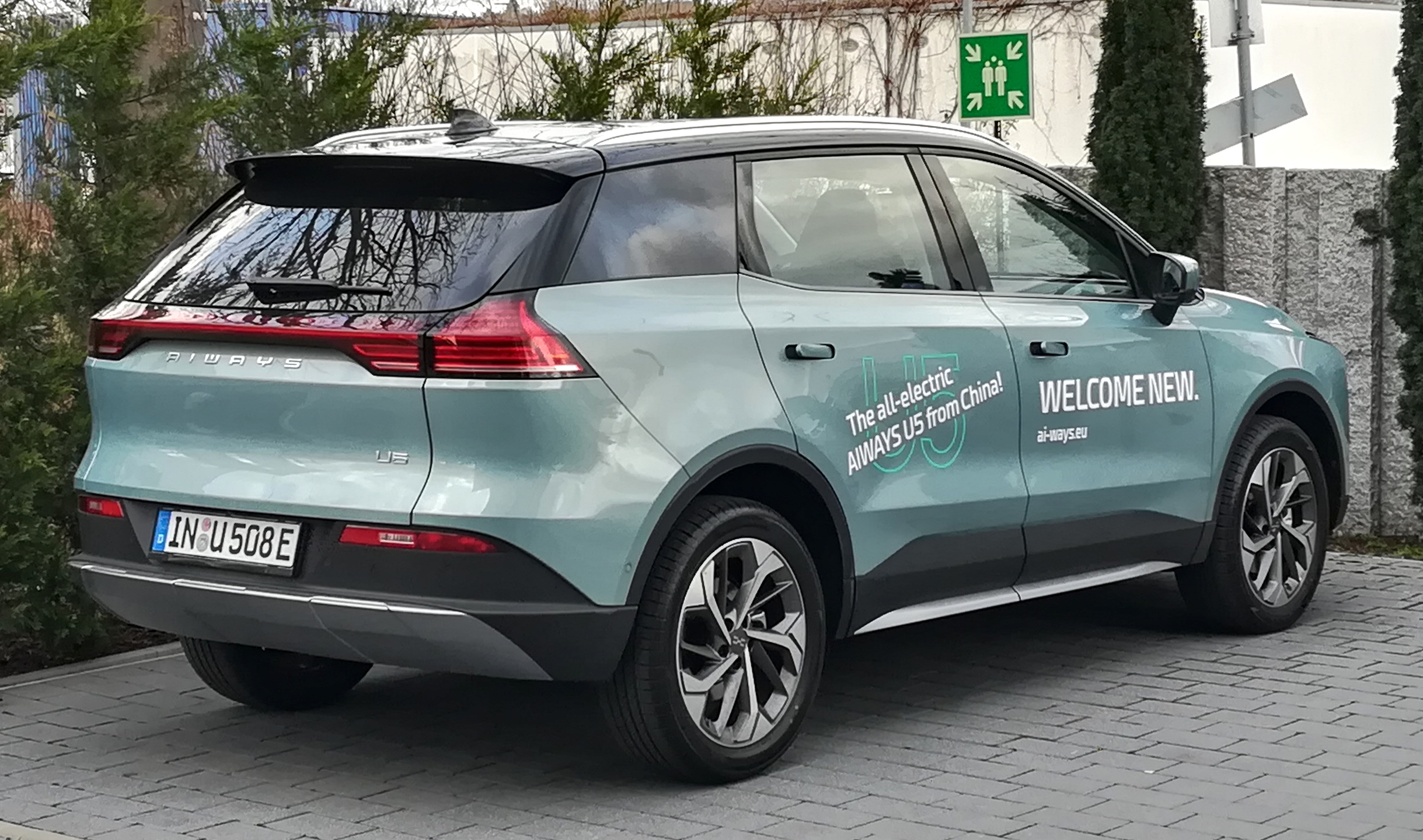
Heckansicht

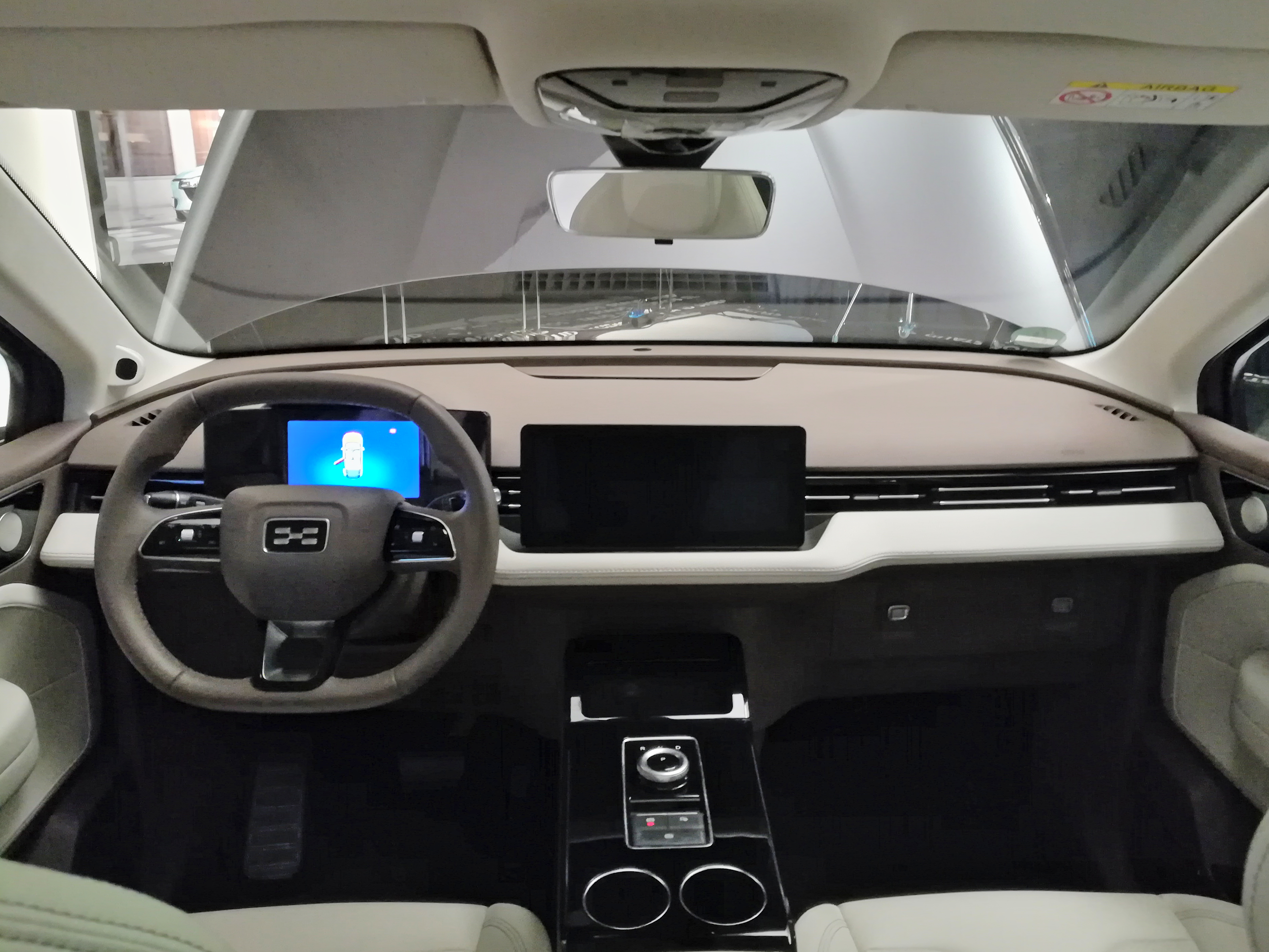
Innenansicht

Der Aiways U5 ist ein batterieelektrisch angetriebenes Sport Utility Vehicle des chinesischen Automobilherstellers Aiways.

## Geschichte
Die Serienversion des SUV wurde im März 2019 auf dem Genfer Auto-Salon 2019 vorgestellt. Seit Ende 2019 wird das Fahrzeug in China verkauft. Ab April 2020 sollte der U5 auch in Deutschland zu Preisen ab 35.000 Euro angeboten werden. Auf Grund der COVID-19-Pandemie verschob Aiways den Verkaufsstart im Februar 2020 auf August 2020. Die ersten Auslieferungen sollten im Oktober 2020 erfolgen, verschoben sich aber weiter auf Dezember 2020. Die erforderlichen Zertifizierungen für eine Zulassung in Europa hatte das Fahrzeug bereits im November 2019 erhalten.

## Produktion und Vertrieb
Statt mit dem Schiff sollten die im chinesischen Shangrao gebauten Fahrzeuge mit dem Zug über die neue Seidenstraße 2.0 One Belt, One Road transportiert werden. Dadurch sollte die Transportzeit von sechs Wochen auf 16 Tage reduziert werden. Inzwischen wird ein Großteil der Fahrzeuge jedoch auch auf dem Seeweg nach Bremerhaven transportiert. Ein klassisches Händlernetz soll nicht aufgebaut werden. Probefahrten können bei Euronics vereinbart werden. Bestellt werden kann das Fahrzeug ausschließlich über die Internetplattform des Herstellers. ATU führt Service und Reparaturen am Auto durch, das Service-Intervall beträgt 36 Monate oder 100.000 km.

## Technik
Der U5 besitzt neben drei kleinen Anzeigen hinter dem Lenkrad einen großen Touchscreen in der Mittelkonsole, über welchen sich diverse Funktionen bedienen und einstellen lassen. Serienmäßig ist der U5 mit einer Vielzahl an Assistenzsystemen ausgestattet. Hierzu gehören u. a. adaptive Geschwindigkeitsregelung (ACC), Stauassistent (TJA), Notbremsassistent (AEB), präventiver Kollisionschutz-Assistent (FCW), Spurhalteassistent (LKA) sowie Toter-Winkel-Assistent (BSD). Des Weiteren ist eine Kamera zur Müdigkeitserkennung verbaut.
Mit den verbauten zwölf Ultraschallsensoren, fünf HD-Kameras, drei Millimeterwellen-Radaren und zwei Innenkameras ist der U5 bereit für autonomes Fahren des Levels 2+.
Das Fahrzeug wird in zwei Ausstattungsvarianten angeboten: Standard und Premium. Die Premium-Variante besitzt zusätzlich zur Standard-Variante ein elektrisch aus- und einfahrbares Schiebedach, Kofferraumöffnung über „Kick“-Bewegung, Ledersitze, 19-Zoll-Leichtmetallräder, einen Autopark-Assistenten, schnurloses Laden des Smartphones, ein Klimaanlagen-Bedienelement, eine verstellbare Öffnungshöhe der Heckklappe sowie einen Parkradar im Frontbereich.
Für den Aiways U5 ist eine dazugehörige App im Apple App-Store und im Google Play Store verfügbar. Damit kann man die Klimaanlage steuern, das Auto ent- und verriegeln, den Motor starten, die Heckklappe, das Schiebedach sowie die Fenster öffnen und schließen.
Als Besonderheit fehlt dem U5 ein eingebautes Navigationssystem. Stattdessen kann das Smartphone über USB angeschlossen werden, worüber der Inhalt auf den Touchscreen des Fahrzeugs übertragen wird. Hierfür steht Apple CarPlay als Schnittstelle zur Verfügung. Benutzer von Android-Smartphones müssen die App „CarbitLink EasyConnection“ dafür verwenden, Android Auto wird nicht unterstützt. 
Während das Modell 2020 (welches nicht in Europa verkauft wurde) noch über einen 140-kW-Elektromotor verfügte, wurde mit dem Modelljahr 2021 eine Aiways-Eigenentwicklung mit 150 kW mit 310 Nm verbaut. Hierdurch beschleunigt das Auto in 7,5 Sekunden (Premium 7,8 Sekunden) von 0 auf 100 km/h. Die Höchstgeschwindigkeit gibt Aiways mit 160 km/h an. Die Dauerleistung des Elektromotors liegt bei 60 kW (82 PS).
Der U5 ist nur mit Frontantrieb erhältlich. Wird der U5 mit einer Anhängevorrichtung nachgerüstet, dürfen ungebremste Anhänger mit einer Masse von bis zu 750 kg angekuppelt werden, bei gebremsten Anhängern sind maximal 1500 kg zulässig.
Serienmäßig hat das Fahrzeug einen 63-kWh-Lithium-Ionen-Akkumulator von CATL, der eine Reichweite von 503 km nach NEFZ / 400+ km WLTP ermöglichen soll.
Zu 80 Prozent aufladen lassen sollen sich die Akkus in 40 Minuten. Als Ladeoptionen stehen ein einphasiger Lader mit bis zu 6,6 kW (Modelle bis April 2022) sowie ein Gleichstrom-Lader mit bis zu 90 kW zur Verfügung. Fahrzeuge die seit April 2022 produziert werden, verfügen über einen 11-kW-AC-Lader.

## Sicherheit
Ende 2019 wurde das SUV in der Modellvariante 2020 vom Euro NCAP auf die Fahrzeugsicherheit getestet. Der Wagen erhielt drei von fünf möglichen Sternen. Zur Abwertung führten zu spät auslösende Airbags sowie der Aufprallschutz für Fußgänger auf der Motorhaube.

## Zulassungszahlen in Deutschland
Seit dem Marktstart 2020 bis einschließlich Dezember 2024 sind in der Bundesrepublik Deutschland insgesamt 1.108 Aiways U5 neu zugelassen worden. Die Zulassungen erfolgen unter der Marke Jiangling, deren Produktionslizenz Aiways übernommen hat.
|  |

|  |

|  |

|  |

|  |

|  |

|  |

|  |

|  |

|  |

|  |

|  |

|  |

|  |

|  |

|  |

|  |

|  |

|  |

|  |

|  |

|  |

|  |

|  |

|  |

|  |

|  |

|  |

|  |

|  |

|  |

|  |

|  |

|  |

|  |

|  |

|  |

|  |

|  |

|  |

|  |

|  |

|  |

|  |

|  |

|  |

|  |

|  |

|  |

|  |

|  |

|  |

|  |

|  |

|  |

|  |

|  |

|  |

|  |

|  |

|  |

|  |

|  |

|  |

|  |

|  |

|  |

|  |

|  |

|  |

|  |

|  |

|  |

|  |

|  |

|  |

|  |

|  |

|  |

|  |

|  | Elektro (1.108) |

|  | Elektro (1.108) |